# Droga ekspresowa S6
Die Droga ekspresowa S6 (polnisch für „Schnellstraße S6“) ist eine zum Teil fertiggestellte, größtenteils in Bau und Planung befindliche Schnellstraße in Polen und führt auf einer Gesamtlänge von ca. 420 Kilometern von Goleniów (Gollnow) bis Gdańsk (Danzig). Dabei verläuft sie fast parallel zur Küste der Ostsee und verbindet Szczecin (Stettin) mit den drei Städten Gdynia (Gdingen), Sopot (Zoppot) und Gdańsk (Danzig). Die S6 wird zwischen den Knoten Goleniów Północ (Gollnow Nord) und Gdańsk Południe (Danzig Süd) ein Teil der Europastraße 28. Am 13. Oktober 2015 wurde mit dem Beschluss der Regierung die S6 um die Nordwestumgehung Stettins und um die Umgehung der Metropolregion Dreistadt erweitert, die nach Stand von 2020 als Verlängerung der Schnellstraße S7 beschildert werden soll. Bis auf die Nordwestumgehung Stettins sollte der Rest der S6 nach Planungen von 2015 bis zum Jahr 2020 fertiggestellt werden. 2017 wurden die Planungen revidiert, mit Stand von 2020 soll die S6 nun bis zum Jahr 2025 fertiggestellt werden. Seit dem 19. März 2025 trägt die S6 den Beinamen Trasa Kaszubska - Kaszëbskô Darga.

## Planungsgeschichte

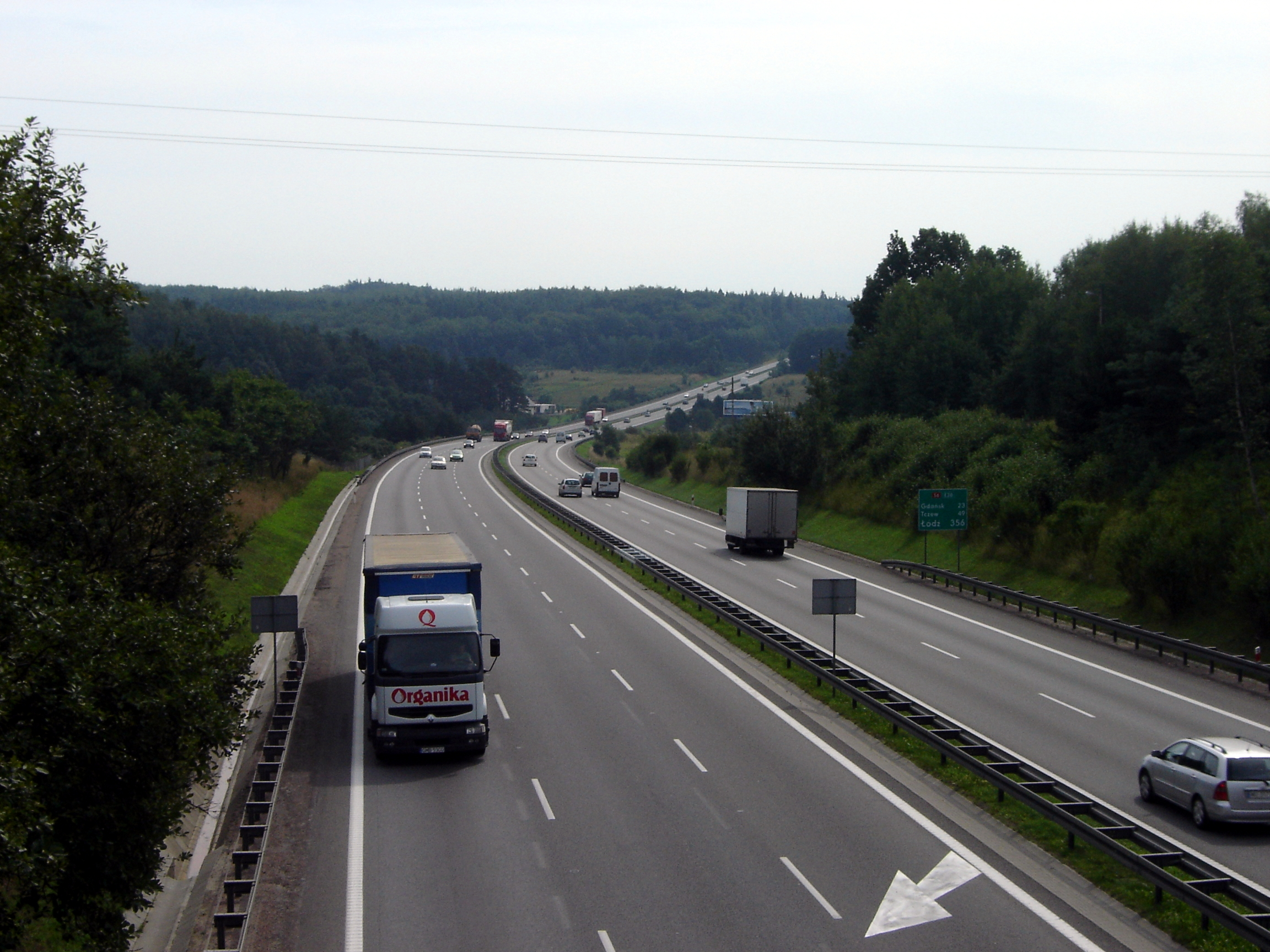
Die S6 bei Gdynia

Bereits vor 1945 bestanden Planungen im Zuge der Reichsautobahn Berlin–Königsberg, die die Städte Stettin und Danzig miteinander verbinden sollte. Allerdings verlief die gewählte Trasse, auf der abschnittsweise noch bis 1942 Bauarbeiten begannen, über Stargard in Pommern (heute Stargard) durch die Pommersche Seenplatte, Bärwalde (Barwice), Bütow (Bytów) südlich an Danzig vorbei bis nach Elbing (Elbląg), wo sie an die bereits fertiggestellte Autobahn nach Königsberg im damaligen Ostpreußen (heute Kaliningrad, Oblast Kaliningrad, Russische Föderation) anschließen sollte.
Nachdem die Schnellstraßen-Netzpläne von Polen aus den Jahren 1945, 1946 und 1963 noch eine Verbindung Szczecin–Gdańsk vorgesehen hatten, die den Planungen vor 1945 ähnelte, enthielt der Plan aus dem Jahre 1971 nunmehr eine weiter nördlich über Koszalin (Köslin) verlaufende Trasse. Auch 1976 und 1985 war diese Streckenvariante in den Plänen enthalten. Zu einer Realisierung kam es jedoch bis zur politischen Wende in Polen nicht.
Mit dem ab 1990 verbundenen Anstieg des Pkw-Bestandes und des Straßengüterverkehrs entstand ein Bedarf an leistungsfähigen Ost-West-Verbindungen. So sah der Netzplan des Jahres 1993 wieder eine Schnellstraße Szczecin–Gdańsk–Elbląg–Kaliningrad vor.
Auch 1996 war diese Strecke enthalten.
2001 entfiel dann die Strecke in den Planungen wurde jedoch ab 2003 wieder aufgenommen.
2007 wurden die Pläne der ursprünglich geplanten Trasse der S6 geändert:
- Es wurde damit begonnen, eine neue ca. 180 km lange Trassenvariante mit dem Verlauf Wicimice (Witzmitz) – Kołobrzeg (Kolberg) – Koszalin (Köslin) zu untersuchen. Am 9. Juli 2010 wurde diese offiziell vorgestellt und genehmigt.[15]
- Am 5. Dezember 2007 wurde beschlossen, die Planungen für eine Nordwestumgehung von Szczecin (Stettin) mit einer Länge von über 50 km aufzunehmen. Diese Trasse war bis 2015 kein Teil des geplanten Autobahn- und Schnellstraßennetzes der Regierung. Am 13. Oktober 2015 wurde die Nordwestumgehung als Teil der S6 beschlossen.[2]
- Eine Fortsetzung der S6 von Gdynia (Gdingen) in westlicher Richtung ist seit 2007 in Planung. Hierzu wurden mehrere Trassenvarianten untersucht, die zwischen den Anschlussstellen Gdynia-Wielki Kack und Gdańsk-Karczemki von der bereits bestehenden S6 abzweigen. Die Planungen riefen erhebliche Widerstände bei Betroffenen hervor.[16]

## Fertiggestellte Abschnitte
| Abschnitt                                                     | Länge    | Bauzeit                | Baukosten                        | Verkehrsübergabe   | Ausbauzustand                                                                                      |
| ------------------------------------------------------------- | -------- | ---------------------- | -------------------------------- | ------------------ | -------------------------------------------------------------------------------------------------- |
| Knoten Goleniów Północ – Knoten Nowogard Zachód               | 018,9 km | 2015–2019              | 344 Mio. Złoty (80 Mio. Euro)    | 8. Mai 2019        | zwei Fahrbahnen mit je zwei Fahrstreifen                                                           |
| Knoten Nowogard Zachód – Knoten Nowogard Wschód               | 008,2 km | 2010–2011              | 162 Mio. Złoty (40 Mio. Euro)    | 22. Dezember 2011  | zwei Fahrbahnen mit je zwei Fahrstreifen                                                           |
| Knoten Nowogard Wschód – Knoten Płoty Północ                  | 020,4 km | 2015–2019              | 390 Mio. Złoty (91 Mio. Euro)    | 30. Oktober 2019   | zwei Fahrbahnen mit je zwei Fahrstreifen                                                           |
| Knoten Płoty Północ – Knoten Kiełpino                         | 014,6 km | 2015–2019              | 254 Mio. Złoty (59 Mio. Euro)    | 30. September 2019 | zwei Fahrbahnen mit je zwei Fahrstreifen                                                           |
| Knoten Kiełpino – Knoten Kołobrzeg Zachód                     | 024,0 km | 2015–2019              | 445 Mio. Złoty (106 Mio. Euro)   | 30. September 2019 | zwei Fahrbahnen mit je zwei Fahrstreifen                                                           |
| Knoten Kołobrzeg Zachód – Knoten Ustronie Morskie             | 014,6 km | 2015–2019              | 343 Mio. Złoty (80 Mio. Euro)    | 10. Oktober 2019   | zwei Fahrbahnen mit je zwei Fahrstreifen                                                           |
| Knoten Ustronie Morskie – Knoten Bielice (S6/S11)             | 024,3 km | 2015–2019              | 437 Mio. Złoty (102 Mio. Euro)   | 10. Oktober 2019   | zwei Fahrbahnen mit je zwei Fahrstreifen                                                           |
| Knoten Bielice (S6/S11) – Knoten Koszalin Północ              | 003,5 km | 2016–2019              | 415 Mio. Złoty (97 Mio. Euro)    | 10. Oktober 2019   | zwei Fahrbahnen mit je zwei Fahrstreifen (Reserve für den dritten Fahrstreifen im Mittelstreifen)  |
| Knoten Koszalin Północ – Knoten Koszalin Wschód               | 003,5 km | 2016–2019              | 415 Mio. Złoty (97 Mio. Euro)    | 29. November 2019  | zwei Fahrbahnen mit je zwei Fahrstreifen (Reserve für den dritten Fahrstreifen im Mittelstreifen)  |
| Knoten Koszalin Wschód – Knoten Sianów Zachód                 | 004,3 km | 2016–2024              | 449 Mio. Złoty (98 Mio. Euro)    | 15. Juni 2024      | eine Fahrbahn im Bereich der Überführung                                                           |
| Knoten Koszalin Wschód – Knoten Sianów Zachód                 | 004,3 km | 2016–2024              | 449 Mio. Złoty (98 Mio. Euro)    | 15. Juli 2024      | zweite Fahrbahn im Bereich der Überführung                                                         |
| Knoten Sianów Zachód – Knoten Sianów Wschód                   | 005,5 km | 2016–2023              | 449 Mio. Złoty (98 Mio. Euro)    | 8. Juli 2023       | zwei Fahrbahnen mit je zwei Fahrstreifen (Reserve für den dritten Fahrstreifen im Mittelstreifen)  |
| Knoten Sianów Wschód                                          | 003,8 km | 2016–2019              | siehe Abschnitt Bielice-Koszalin | 8. November 2019   | zwei Fahrbahnen mit je zwei Fahrstreifen (Reserve für den dritten Fahrstreifen im Mittelstreifen)  |
| Knoten Słupsk Zachód – Knoten Redzikowo (Umgehung von Słupsk) | 016,3 km | 2008–2010              | 352 Mio. Złoty (86 Mio. Euro)    | 26. Oktober 2010   | eine Fahrbahn mit je einem Fahrstreifen pro Richtung; südliche Fahrbahn; nördliche Fahrbahn im Bau |
| Knoten Bożepole Wielkie – Knoten Strzebielino                 | 005,2 km | 2018–2022              | 338 Mio. Złoty (84 Mio. Euro)    | 11. Oktober 2022   | zwei Fahrbahnen mit je zwei Fahrstreifen                                                           |
| Knoten Strzebielino – Knoten Luzino                           | 005,2 km | 2018–2022              | 338 Mio. Złoty (84 Mio. Euro)    | 21. Dezember 2022  | zwei Fahrbahnen mit je zwei Fahrstreifen                                                           |
| Knoten Luzino – Knoten Szemud                                 | 010,3 km | 2018–2022              | 557 Mio. Złoty (139 Mio. Euro)   | 21. Dezember 2022  | zwei Fahrbahnen mit je zwei Fahrstreifen                                                           |
| Knoten Szemud – Knoten Chwaszczyno                            | 015,7 km | 2018–2022              | 336 Mio. Złoty (84 Mio. Euro)    | 21. Dezember 2022  | zwei Fahrbahnen mit je zwei Fahrstreifen                                                           |
| Knoten Chwaszczyno – Knoten Gdynia Wielki Kack                | 004,5 km | 2018–2022              | 158 Mio. Złoty (40 Mio. Euro)    | 21. Dezember 2022  | zwei Fahrbahnen mit je zwei Fahrstreifen (Reserve für den dritten Fahrstreifen im Mittelstreifen)  |
| Knoten Gdynia Wielki Kack                                     | 002,9 km | 2018–2022              | 102 Mio. Złoty (25 Mio. Euro)    | 21. Dezember 2022  | zwei Fahrbahnen mit je drei Fahrstreifen und zwei Verteilerfahrbahnen                              |
| Knoten Gdynia Wielki Kack – Knoten Rusocin                    | 026,8 km | 1973–2003 (in Etappen) | –                                | –                  | zwei Fahrbahnen mit je zwei oder drei Fahrstreifen                                                 |
| Summe                                                         | 232,5 km |                        | 5,0 Mrd. Złoty (1,2 Mrd. Euro)   |                    | |

### Umgehung von Nowogard
Die Umgehung von Nowogard (Naugard) umfasst einen 9,4 km langen Straßenabschnitt mit drei Knoten: Nowogard Zachód (Naugard-West), Nowogard Północ (Naugard-Nord) und Nowogard Wschód (Naugard-Ost). Der Abschnitt ist mit zwei Fahrbahnen mit je zwei Fahrstreifen ausgestattet. Der Bauvertrag mit der Baufirma Budimex wurde am 31. März 2010 unterschrieben, sodass die Bauarbeiten noch im April beginnen konnten. Der Fertigstellungstermin war für den 21. Februar 2012 vereinbart worden. Jedoch wurde die Bauarbeiten so beschleunigt, dass die erste Fahrbahn am 18. November 2011 für den Verkehr freigegeben werden konnte. Am 22. Dezember 2011 erfolgte die Verkehrsübergabe der zweiten Fahrbahn und somit auch die Fertigstellung des Abschnittes 61 Tage vor der im Bauvertrag festgelegten Terminvereinbarung. Die Baukosten beliefen sich auf 228 Mio. Złoty, wovon 186 Mio. Złoty von der Europäischen Union getragen wurden.

## Im Bau befindliche Abschnitte
| Abschnitt                                              | Länge    | Vertrags- unterzeichnung | Bauzeit   | Baukosten                       | geplante Fertigstellung | zukünftiger Ausbauzustand                |
| ------------------------------------------------------ | -------- | ------------------------ | --------- | ------------------------------- | ----------------------- | ---------------------------------------- |
| Knoten Sianów Wschód – Knoten Sławno Zachód            | 022,6 km | 30. September 2022       | 2022–2025 | 658 Mio. Złoty (136 Mio. Euro)  | August 2025             | zwei Fahrbahnen mit je zwei Fahrstreifen |
| Knoten Sławno Zachód – Knoten Sławno Wschód            | 009,6 km | 17. November 2022        | 2022–2025 | 702 Mio. Złoty (149 Mio. Euro)  | Oktober 2025            | zwei Fahrbahnen mit je zwei Fahrstreifen |
| Knoten Sławno Wschód – Knoten Słupsk Zachód            | 014,4 km | 17. November 2022        | 2022–2025 | 702 Mio. Złoty (149 Mio. Euro)  | Oktober 2025            | zwei Fahrbahnen mit je zwei Fahrstreifen |
| Knoten Słupsk Zachód – Knoten Redzikowo (2)            | 016,0 km | 28. Mai 2021             | 2021–2024 | 128 Mio. Złoty (28 Mio. Euro)   | Dezember 2024[veraltet] | zwei Fahrbahnen mit je zwei Fahrstreifen |
| Knoten Redzikowo – Knoten Bobrowniki                   | 016,0 km | 29. Dezember 2021        | 2021–2025 | 549 Mrd. Złoty (119 Mio. Euro)  | Juni 2025[veraltet]     | zwei Fahrbahnen mit je zwei Fahrstreifen |
| Knoten Bobrowniki – Knoten Skórowo                     | 013,2 km | 29. Juni 2021            | 2021–2025 | 283 Mio. Złoty (63 Mio. Euro)   | Juni 2025[veraltet]     | zwei Fahrbahnen mit je zwei Fahrstreifen |
| Knoten Skórowo – Knoten Lębork Zachód/Leśnice          | 010,9 km | 15. Juni 2021            | 2021–2025 | 344 Mio. Złoty (76 Mio. Euro)   | Juni 2025[veraltet]     | zwei Fahrbahnen mit je zwei Fahrstreifen |
| Knoten Lębork Zachód/Leśnice – Knoten Bożepole Wielkie | 022,0 km | 29. Juli 2021            | 2021–2025 | 719 Mio. Złoty (157 Mio. Euro)  | Dezember 2025           | zwei Fahrbahnen mit je zwei Fahrstreifen |
| Summe                                                  | 124,3 km |                          |           | 3,83 Mrd. Złoty (826 Mio. Euro) |                         |                                          |

## Geplante Abschnitte
| Abschnitt                              | Länge     | geplante Bauzeit | voraussichtliche Baukosten     |
| -------------------------------------- | --------- | ---------------- | ------------------------------ |
| Knoten Szczecin Zachód – Knoten Police | 0025,5 km | bis 2028         |                                |
| Knoten Police – Knoten Goleniów Północ | 0023,4 km | bis 2032         |                                |
|                                        |           |                  |                                |
| Summe                                  | 0048,9 km |                  | 5,4 Mrd. Złoty (1,1 Mrd. Euro) |